# Megascops cooperi
Megascops cooperi е вид птица от семейство Совови (Strigidae).

## Разпространение
Видът е разпространен в Гватемала, Коста Рика, Мексико, Никарагуа, Салвадор и Хондурас.